# Briškola
Bríškola (izvirno italijansko briscola; hrvaško briškula, siciljansko brìscula, špansko la brisca) je italijanska igra s kartami za dva do šest igralcev. Pri igri za tri ali šest igralcev se ena od kart izloči iz igre. Igra s štirimi ali šestimi igralci se igra v parih tako, da sta si skupna igralca diametralno razporejena in karto izmenično odvrže eden igralec izmed nasprotnih parov.

## Razširjenost
Igro veliko igrajo v Slovenskem Primorju, na Krasu in v Vipavski dolini, kot tudi na Hrvaškem ter na hrvaških otokih. Briškola je priljubljena igra tudi na Portoriku in v Španiji. V Italiji je še posebej priljubljena v Venetu in Furlaniji. Drugod po Evropi jo igrajo radi še na Malti, Nizozemskem, Portugalskem, v Belgiji, Franciji, Luksemburgu, Romuniji in Švici.

## Karte
40 kart je razdeljenih na 4 skupine, v vsaki je 10 kart. Skupine so: Sablje (spade), Pokali (coppe), Palice (bastoni) in Denar (danari). V vsaki skupini je najmočnejša karta as, sledijo trojka, kralj, kaval ter fant. Ostale karte v skupini nimajo točk, moč pa jim določa številka (7, 6, 5, 4, 2).
| Karta      | Št. točk |
| ---------- | -------- |
| As         | 11       |
| Trojka (3) | 10       |
| Kralj      | 4        |
| Kaval      | 3        |
| Fant       | 2        |

Vse karte imajo skupno 120 točk.

## Igra
Ko so karte premešane, vsak igralec dobi tri karte, nato se iz kupčka zmešanih kart vzame še eno karto, ki bo predstavljala aduta v igrani igri. Adut je odprta karta, medtem ko je kupček zmešanih kart obrnjen navzdol, včasih postavljen tako, da polovično prekriva aduta. Igralec, ki sledi tistemu, ki je karte delil, začne igro tako, da eno od svojih kart odpre. Tako naredijo izmenično še sledeči igralci, dokler ni vsak od igralcev eno karto odprl. Zmagovalec runde se določi na naslednji način:
- Če je igrala briškola (adut), je zmagovalec tisti, ki je odvrgel najmočnejšo karto v tisti skupini, kot je adut. (Podobno kot taroki pri igri s kartami tarok)
- Če adut v rundi ni igral, je zmagovalec tisti, ki je odvrgel najmočnejšo karto iz tiste skupine kot je prva odprta karta v igrani rundi.

Pri briškoli ni potrebno slediti skupini prve karte (odgovarjati na barvo prve karte). Ko je zmagovalec runde določen, le-ta vzame karte iz te runde, jih postavi na svoj kupček pobranih kart in jih obrne navzdol. Igralec ima pravico do pobiranja položene karte nazaj v svoj kupček, če na glas izjavi “Carta su” (po italijansko, karta gor). Igralec izgubi to priložnost, kadar naslednji igralec položi svojo karto, ali če na glas izjavi “Carta giù” (po italijansko, karta dol). Pri igri za štiri ali šest igralcev se kupček pobranih kart skupnih igralcev združi. Na koncu runde vsak igralec vzame eno karto iz kupčka zmešanih kart - najprej igralec, ki je v rundi zmagal, nato še vsi ostali v enakem vrstnem redu kot v igri (v obratni smeri urinega kazalca). Tako imajo vsi igralci spet po tri karte. Naslednjo rundo začne zmagovalec prejšnje runde. V zadnjih treh rundah si lahko ekipa skupnih igralcev ogleda karte od vsakega v skupini. Adut je kot zadnja karta zmešanih kart. 
Na koncu igre, ko so bile igrane vse karte se točke seštejejo in zmagovalec (ali zmagovalna ekipa) je tisti z največ točkami.
Briškola se lahko igra v 2, 3, 4, 5 ali šestih igralcih.
- Pri igri v dveh ali treh igralcih igra vsak igralec sam, sešteva svoje točke, zmaga pa tisti, ki ima največ točk.
- Pri igri v štirih ali šestih igralcih igrata dve skupini, pri kateri sta v vsaki skupini dva igralca, če poteka igra v štirih, ali pa trije igralci, če poteka igra v šestih igralcih. Igralci odpirajo svoje karte izmenično iz vsake skupine, zmaga skupina, ki ima več točk.
- Pri igri v petih igralcih postane igra zelo podobna Taroku. Pred igro se dogovori, katera karta bo briškola (adut). Tisti igralec, ki ima to karto, oziroma jo med igro dobi, igra skupaj z igralcem, ki je briškolo napovedal. Ostali trije igralci sestavljajo drugo skupino. Razlika pri igri v pet igralcih je tudi v tem, da se vse karte na začetku igre razdelijo, nobena ne ostane na mizi, niti briškola. Vsak ima v roki 40/5 = 8 kart, začne tisti, ki je igro napovedal.